# Pseudomyrmex viduus
Pseudomyrmex viduus  (лат.) — вид древесных муравьёв рода Pseudomyrmex из подсемейства Pseudomyrmecinae (Formicidae). Новый Свет.

## Распространение
Северная и Южная Америка: Бразилия, Мексика, Гайана, Гондурас, Французская Гвиана, Коста-Рика, Куба, Мексика, Тринидад и Тобаго, Эквадор (Ward, 1989, 1993, 1999).

## Описание
Мелкого размера муравьи жёлто-коричневого цвета. Общая длина тела около 5 мм, длина головы (HL) 0,94-1,30 мм, ширина головы (HW) 0,74-0,97 мм. Имеют относительно крупные глаза и сильное жало. Тело узкое, ноги короткие. Стебелёк между грудкой и брюшком состоит из двух узловидных члеников (петиоль и постпетиоль).
Живут в полостях живых деревьев и кустарников различных растений (Cordia, Coussapoa, Ficus, Macrolobium, Ocotea, Pseudobombax, Pterocarpus, Sapium, Triplaris, Papilionoideae), с которыми находятся во взаимовыгодных отношениях.

## Систематика
Вид был впервые описан в 1858 году английским энтомологом Фредериком Смитом (Frederic Smith, 1805—1879) по самке. Рабочие и самки этого вида отличаются от всех других членов видовой группы viduus species group (кроме Pseudomyrmex vitabilis) своей вытянутой удлинённой головой.